# Crotalaria umbellifera
Crotalaria umbellifera är en ärtväxtart som beskrevs av Robert Elias Fries. Crotalaria umbellifera ingår i släktet sunnhampor, och familjen ärtväxter. Inga underarter finns listade i Catalogue of Life.